# Benedikt Frank
Benedikt Frank (* 28. September 1980 in Berlin) ist ein deutscher Volleyball-Trainer.

## Karriere
Benedikt Frank begann als Übungsleiter beim TV Altdorf, mit dem er aus der Kreisliga bis in die Regionalliga aufstieg. Gleichzeitig war er als Mittelblocker beim ASV Neumarkt aktiv, den er kurzzeitig auch als Spielertrainer coachte. 2008 wechselte der gebürtige Berliner zum Zweitbundesligisten SV Lohhof, mit dem er sofort den Aufstieg in die 1. Bundesliga erreichte. Nach dem Abstieg in der folgenden Saison betreute Frank auch in der Spielzeit 2010/11 den Verein aus Unterschleißheim und wurde mit den Oberbayern zum ersten Mal in seiner Trainerkarriere Zweitligameister. Mit der A-Jugend des SVL gewann Frank die deutsche Meisterschaft in Münster, nachdem die Mannschaft im Finale das Team des Gastgebers besiegt hatte. Von Mai 2013 bis Februar 2015 übernahm Frank den Trainerposten beim Köpenicker SC. In der Saison 2015/16 war Frank Techniktrainer beim Bundesligisten USC Münster. Von Januar bis April 2017 war er Trainer beim österreichischen SG TI-Volley Innsbruck. Von Mai 2017 bis 2021 war Frank Trainer von NawaRo Straubing. Mit neuem Konzept führte er das Team aus Niederbayern 2018 in die 1. Bundesliga.
2021 wechselte Frank zum Ligakonkurrenten VC Wiesbaden. Mit der Wiesbadener Mannschaft erreichte er in der Saison 2023/24 im Challenge Cup das Halbfinale, wo man sich den späteren Titelgewinner Igor Gorgonzola Novara geschlagen geben musste. Ende Dezember 2024 wechselte er innerhalb des Vereins von der Position des Cheftrainers auf die Position des Sportdirektors. Sein Nachfolger als Cheftrainer wurde der bisherige Co-Trainer Tigin Yağlioğlu.

## Privates
Benedikt Frank ist mit der ehemaligen tschechischen Volleyball- und Beachvolleyballspielerin Michala Frank, geborene Kvapilová, verheiratet.